# Erythronium californicum
Erythronium californicum är en liljeväxtart som beskrevs av Carlton Elmer Purdy. Erythronium californicum ingår i Hundtandsliljesläktet och i familjen liljeväxter. Inga underarter finns listade.

## Bildgalleri

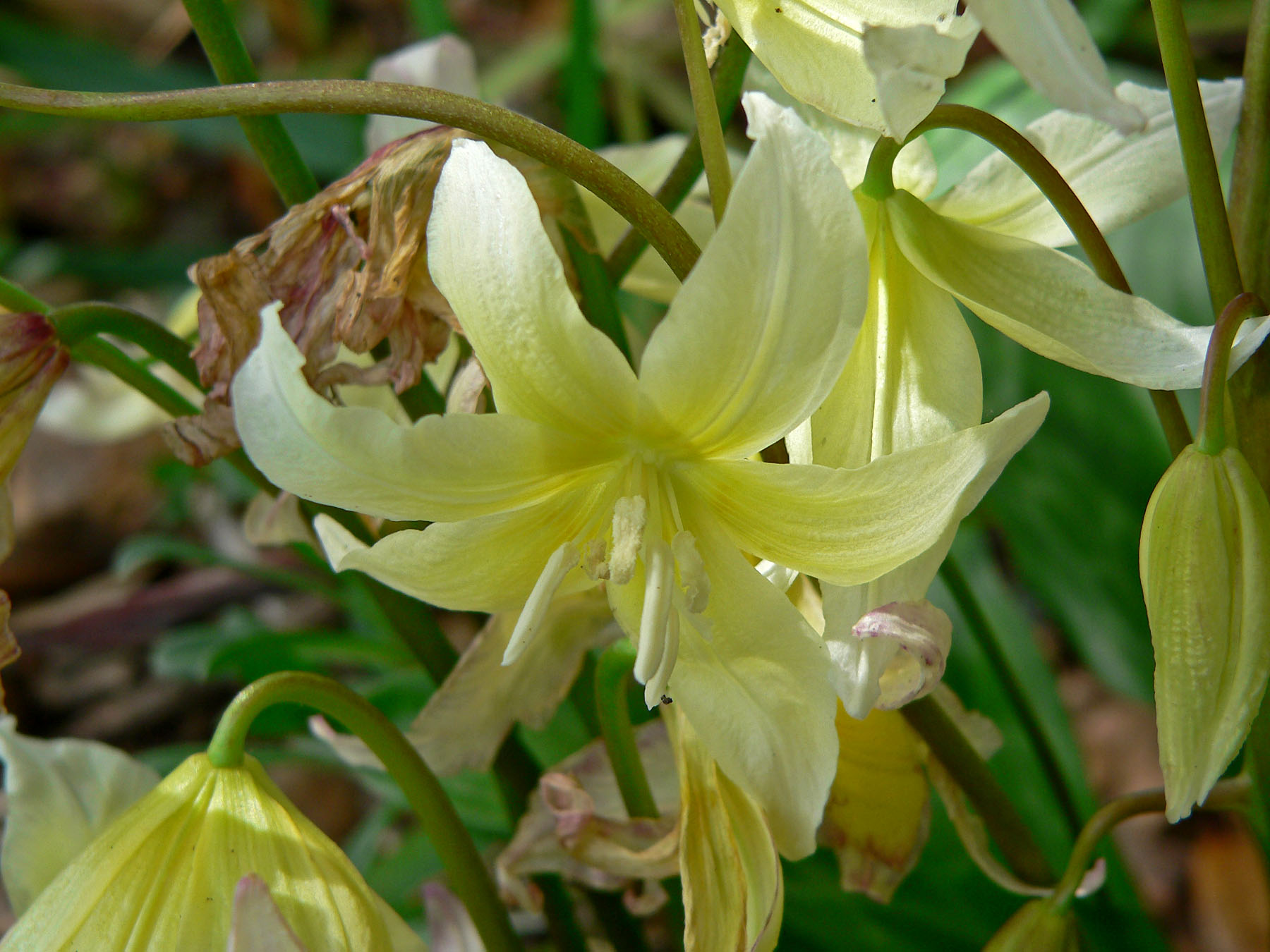
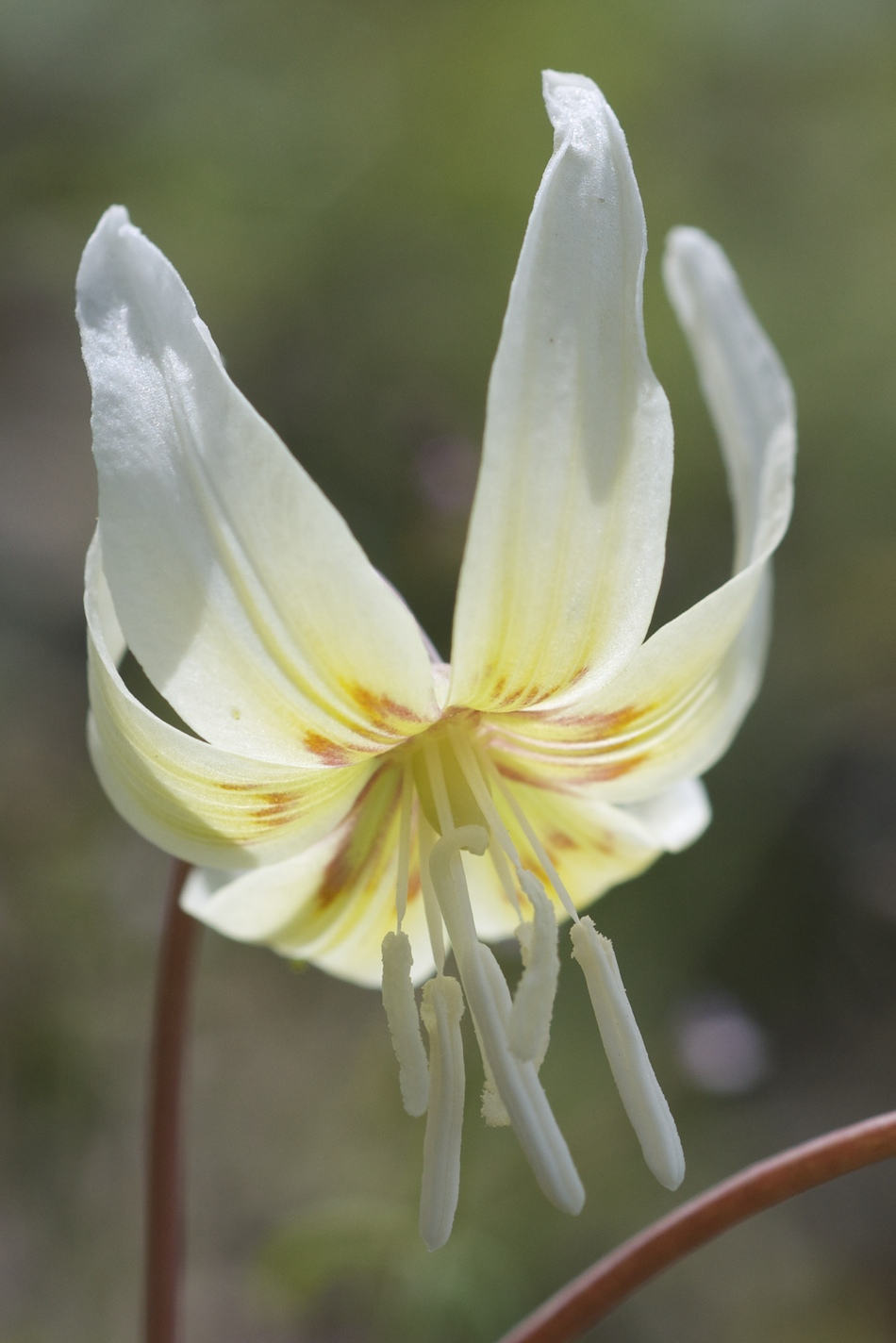